# Yachts
Yachts – brytyjski zespół new wave z lat 80.
Grupa funkcjonowała początkowo jako septet pod nazwą Albert and the Cad Fish Warriors. Finalnie zespół utworzyło pięciu muzyków: Henry Priestman (wokal, instrumenty klawiszowe), J.J. Campbell (wokal), Martin Watson (gitara), Martin Dempsey (gitara basowa) oraz Bob Ellis (perkusja). Swoją karierę rozpoczęli w 1977 roku występując razem z Elvisem Costello. W tym samym roku ukazał się debiutancki album zespołu wydany nakładem Stiff Records.
W roku 1978 grupę opuścił Campbell, a nowym liderem zespołu został Priestman. Swój pierwszy album, Yachts, zespół wydał w 1979 roku nakładem Radar Records. Rok później ukazała się druga i zarazem ostatnia płyta zespołu – Without Radar. Ostatnim wydawnictwem zespoły był singel "A Fool Like You" wydany w 1981 roku nakładem wytwórni Demon.

## Skład
- Henry Priestman – wokal, instrumenty klawiszowe
- J.J. Campbell – wokal
- Martin Watson – gitara
- Martin Dempsey – gitara basowa
- Bob Ellis – perkusja

- Mick Shiner – gitara basowa
- Glyn Havard – gitara basowa

## Dyskografia
- Yachts (1979)
- Without Radar (1980)